# Beli Mawr
Beli Mawr, (Beli le Grand) est un dieu majeur de la mythologie celtique galloise. Il est le fils de Manogan, l’époux de Dôn et le père de Caswallawn, Arianrhod, Lludd and Llefelys. Plusieurs lignées royales du Moyen Âge gallois en font leur ancêtre fondateur. Il apparaît également dans l’Historia regum Britanniae de Geoffroy de Monmouth et les Triades galloises.

## Mythologie
Il est usuellement considéré, comme une équivalence du dieu gaulois Belenos (avatar du dieu primordial Lug sous forme de la lumière). Le nom est apparenté à l’irlandais Beltaine, nom de la fête religieuse du 1er mai, début de la saison claire, que l’on retrouve en Gaule associé à Belenos et Belisama (« la Très Brillante »), sa parèdre.
Les études linguistiques suggèrent aussi que le nom « Beli » pourrait dériver de « Bolgios », le nom d’un chef gaulois qui a participé au pillage de Delphes, au IIIe siècle av. J.-C.
Dans la tradition médiévale galloise, Beli Mawr est souvent surnommé « ap Manogan » et son père étant Manogen Druid Eneid. Cela provient d’une déformation textuelle du nom d’un personnage historique, Adminius, fils de Cunobelinos ; après avoir été transmis par les auteurs  Suetone et Paul Orose, le nom devient « Bellinus filius Minocanni » dans l’Historia Brittonum. Ainsi, bien que Belin soit devenu un personnage différent dans la légende de Cunobelinus (Cymbeline), il est généralement présenté comme un roi ayant régné juste avant l’occupation romaine. Son fils Caswallawn est inspire du personnage historique Cassivellaunos.
Beli apparaît également dans l’Historia regum Britanniae de Geoffroy de Monmouth, en tant que roi de l’île de Bretagne, sous le nom d’Heli, fils de Cligueillus. Selon le chroniqueur gallois, Heli règne pendant 40 ans, il a trois fils : Lud, Cassibellan, et Nennius.

## Compléments
Il existait le Chant de guerre de Beli Mawr, que chantaient les guerriers avant la bataille, et dont chaque vers se terminait par un hurlement de triomphe.  

### Source primaire
- Geoffroy de Monmouth, Histoire des rois de Bretagne, traduit et commenté par Laurence Mathey-Maille, Les Belles lettres, coll. « La Roue à livres », Paris, 2004,  (ISBN 2-251-33917-5).

### Sources et bibliographie
- (en) Peter Bartrum, A Welsh Classical Dictionary : People in History and Legend Up to about A.D. 1000, Aberystwyth, National Library of Wales, 1993, 649 p. (ISBN 978-0-907158-73-8), p. 42-43 BELI MAWR. (Legendary). (120-80 B.C. PCB)